# Șciolkine
Șciolkine (în ucraineană Щолкіне) este un oraș raional din raionul Lenine, Republica Autonomă Crimeea, Ucraina. În afara localității principale, nu cuprinde și alte sate.

## Demografie
Componența lingvistică a orașului Șciolkine
     Rusă (76,89%)
     Ucraineană (9,26%)
     Alte limbi (0,73%)
Conform recensământului din 2001, majoritatea populației orașului Șciolkine era vorbitoare de rusă (76,89%), existând în minoritate și vorbitori de ucraineană (9,26%).